# Hypothèque (droit romain)
L’hypothèque est, en droit romain, l'un des modes de constitution d'une sûreté réelle, afin de procurer à un débiteur le crédit qui lui fait défaut. 
Le créancier qui n'a pas confiance en la solvabilité de son débiteur exige de lui, au moment où il traite, parfois même auparavant, soit une caution, soit une sûreté réelle. Le cautionnement confère au créancier un droit contre une personne qui s'oblige à, payer la dette à côté ou à défaut du débiteur principal. La sûreté réelle confère au créancier un droit sur une chose qui est affectée au paiement de la dette. 

## Origine de l'hypothèque
Le droit romain reconnaît trois sortes de sûretés réelles : 
- la fiducie-sûreté (fiducia cum creditore), c'est le transfert au créancier de la propriété de l'objet à titre de garantie,
- le gage (pignus), où le créancier acquiert seulement la possession,
- l'hypothèque (pignus conventum, hypotheca), où le constituant garde la propriété et la possession, le créancier n'ayant que le droit de se faire mettre en possession faute de payement à l'échéance.

Ces trois modes apparaissent dans la législation romaine comme les trois phases du développement historique du droit en matière de sûretés réelles : chacune de ces phases marque un perfectionnement, un progrès par rapport à la phase qui l'a précédée. 
La fiducie-sûreté conférait au créancier une sûreté très énergique : il n'avait pas à redouter le concours des autres créanciers, et, s'il venait à perdre la chose, il avait pour la reprendre soit l'action de vol, soit l'action en revendication. La situation du débiteur était moins bonne : il n'eut d'abord pour recouvrer sa chose que l’usureceptio, plus tard l’arbitrium fiducia, enfin l'action personnelle de fiducie. Si le créancier l'avait aliénée, il était sans droit contre les tiers acquéreurs. 
Le gage n'offrait pas les mêmes inconvénients : le débiteur restait propriétaire et pouvait revendiquer sa chose, quel qu'en fût le détenteur. Mais le créancier était sans défense contre le débiteur qui, au mépris de la foi promise, revendiquait sa chose avant d'avoir payé ; puis il n'avait aucun moyen de recouvrer la possession s'il venait à la perdre. Aussi le gage ne devint-il vraiment un instrument de crédit, un mode de constitution d'une sûreté réelle, que le jour où le préteur concéda au créancier l'exercice des interdits possessoires. C'était là un mode de protection moins efficace que la revendication, mais qui cependant, en bien des cas, pouvait suffire. Le préteur ne s'en tint pas là : il permit de repousser par une exception une réclamation prématurée et dolosive, et fit du gage un pacte prétorien sanctionné par l'action pigneraticia in factum, en attendant que la jurisprudence l'eût élevé au rang de contrat réel sanctionné par une action in jus directa au profit du constituant, par une action in jus contraria au profit du créanciers. 
La fiducie-sûreté et le gage, impliquant le transfert de la propriété ou de la possession, présentaient, un double inconvénient. D'abord, quelle que fût la valeur de la chose objet, même si elle était très supérieure au montant de la dette, on ne pouvait la donner en gage qu'à un seul créancier ; puis le débiteur était privé de l'usage et de la jouissance de la chose. De ces deux inconvénients, le premier ne paraît pas avoir frappé les Romains, du moins sous la République ; quant au second, il pouvait être écarté par une convention de précaire. Le créancier prenait possession de la chose, puis la rétrocédait au débiteur à titre de précaire. De la sorte, tous les intérêts étaient sauvegardés : le créancier pouvait, à volonté, révoquer sa concession et reprendre la chose par l'interdit de precario, faculté qui lui était très précieuse si d'autres créanciers menaçaient de saisir son gage ; le débiteur, de son côté, pouvait faire fructifier sa chose ou en tirer parti, et se procurer ainsi les ressources nécessaires pour se libérer plus tôt. 
Il y avait certains cas où le transfert de la propriété, la remise de la possession auraient été difficiles à réaliser, et où cependant il y avait utilité à procurer au créancier une sûreté réelle. Un propriétaire vend la récolte pendante d'un champ d'olives ou d'une vigne ; l'acheteur n'a souvent d'autres biens que le matériel qui lui sert à faire la récolte. On ne peut songer à l'en déposséder : ce serait le mettre hors d'état de remplir ses engagements. On renonça à la livraison du gage ; l'apport du matériel sur le fonds du vendeur fut considéré comme équivalent à une tradition. Cette innovation n'était pas sans péril ; on avait à craindre que le droit du créancier ne devint illusoire faute de payement à l'échéance. On obvia au danger par une clause mentionnée dans les formulaires de Caton l'Ancien : il était interdit à l'acheteur d'emporter les objets qu'il avait introduits sur le fonds, sinon la propriété en était attribuée au vendeur. Grâce à cette clause, le créancier avait le droit de les revendiquer et même, le cas échéant, de poursuivre le débiteur comme voleur. 
Telle est l'origine lointaine de l'hypothèque romaine : pour la première fois une sûreté réelle est constituée sans aliénation fiduciaire ni tradition (dépossession) proprement dite. Cependant on ne peut pas dire encore que l'hypothèque existe ; on est en présence, non d'une institution consacrée par la loi, mais d'un expédient qui tire son efficacité de la seule convention des parties. 
C'est au début de l'Empire que le préteur crut devoir intervenir dans des circonstances analogues à celles que Caton nous fait connaître. Le préteur a visé le cas spécial d'un colon qui affecte à la garantie de la redevance qu'il a promise son matériel d'exploitation. Cette convention est valable sans être assujettie à aucune formalité, sans être accompagnée d'aucune tradition. Elle confère au bailleur du fonds rural le droit à un interdit qui lui permettra de se mettre en possession des objets engagés s'il n'est payé à l'échéance. C'est l'interdit Salvien, ainsi appelé d'après le nom du magistrat qui l'a proposé, le préteur Salvius. 
L'innovation, il faut bien le remarquer, n'a pas consisté à imaginer un moyen pratique de procurer une sûreté réelle au bailleur. Ce moyen existait-à l'époque où le gage exigeait une tradition : il suffisait que le bailleur rétrocédât au colon la possession à titre de précaire. L'innovation a consisté : 
1. à supprimer la double transmission de possession du colon au bailleur et de celui-ci au colon, par suite à substituer à l'interdit de precario qui est récupératoire un interdit tendant à faire acquérir la possession ;
2. à considérer un simple pacte comme équivalent à une tradition, ce qui était en dehors des usages des Romains au temps de la République. Mais c'était un avantage très appréciable à une époque où les capitalistes de Rome avaient des terres dans les provinces et où il aurait été peu pratique, toutes les fois qu'ils changeaient de colons, de les obliger à une double transmission de possession. En se contentant d'un simple pacte, on leur permit de traiter par correspondance et de se ménager une sûreté réelle sans les forcer à se transporter sur les lieux.

L'innovation introduite par Salvius fut complétée peu de temps après par un de ses successeurs, Servius. L'interdit Salvien ne procurait au bailleur qu'une garantie imparfaite. Il y a lieu de croire qu'il n'était opposable qu'au colon et non aux tiers détenteurs. Servius voulut assurer au bailleur une voie de recours efficace, analogue à celle que procurait la clause d'attribution de propriété usitée au temps de Caton : il lui promit une action réelle pour réclamer la possession des invecta et illata faute de paiement à l'échéance, et cette action put être intentée avec succès, même contre les tiers détenteurs. 
A dater de la création de l'interdit Salvien, on peut dire qu'un droit nouveau a été implicitement reconnu par la législation romaine. Cet interdit diffère des autres interdits possessoires en ce qu'il soulève non pas une question de possession, mais de droit sur la chose d'autrui. Le créancier réclame la possession en prétendant avoir un droit sur la chose. La possession est ici le but ; ce n'est pas le fondement de l'interdit. Pour donner à ce droit nouveau le caractère exclusif qui distingue les droits réels, il fallait permettre au créancier de s'en prévaloir envers et contre tous : ce fut l'œuvre de Servius. Désormais à côté de la propriété et des servitudes, il existe une troisième espèce de droit réel : l'hypothèque. 
Tel fut le point de départ de cette institution que les besoins de la pratique avaient fait naître dans un cas particulier. Il restait à en étendre l'application, à en faire un instrument général de crédit, un mode de garantir toute sorte de créances. Il restait aussi à construire la théorie de l'hypothèque, à résoudre les difficiles problèmes qu'elle soulève : ce fut l'œuvre des jurisconsultes classiques secondés par les préteurs. 
La date de l'apparition de l'hypothèque n'a pu jusqu'ici être fixée avec certitude ; mais des travaux récents ont établi que l'interdit Salvien et l'action Servienne ne sauraient remonter à une époque antérieure à l'empire. Dans les écrits de Cicéron, qui contiennent tant d'allusions aux usages romains, il n'est jamais question d'une sûreté réelle qui s'établirait par un simple pacte. Cicéron ne connaît que l'hypothèque grecque. Puis le Sénatus-consulte Vélléien de 46 ne vise pas l’intercessio qui se produirait sous forme d'hypothèque ; et cependant la constitution d'une hypothèque était tout aussi dangereuse que la fidéjussion pour autrui. Si le Sénat ne l'a pas prohibée, c'est qu'elle était peu répandue dans la pratique. Enfin Gaius ne parle pas de l'hypothèque dans ses Commentaires ; il cite une seule fois l'interdit Salvien. Et cependant, dans cet ouvrage, il présente l'exposé du droit en vigueur de son temps. Cette lacune est d'autant plus remarquable que Gaius est l'auteur d'un traité De formula hypothecaria. Sans doute la théorie de l'hypothèque était alors en voie de formation et pas assez arrêtée dans ses lignes principales pour figurer dans un livre élémentaire. 
L'hypothèque s'est dégagée lentement du gage. Les Romains eurent si bien conscience du lien de filiation qui unit l'hypothèque au gage que la terminologie juridique s'en est ressentie. Pendant longtemps, ils ont désigné l'hypothèque sous le nom de pignoris conventio. C'est seulement dans les écrits des jurisconsultes qui ont cherché à vulgariser les doctrines reçues en écrivant des traités De formula hypothecaria que le mot « hypotheca » est employé d'une façon à peu près exclusive. D'ailleurs les deux institutions une fois séparées ont exercé l'une sur l'autre une influence réciproque : tandis que l'hypothèque a emprunté au gage les actions contractuelles qui le sanctionnent, le gage à son tour lui a pris son action réelle. C'est à ce point de vue seulement qu'il est vrai de dire, avec Marcien : Inter pignus et hypothecam nominis tantum sonus differt. À tous autres égards, les deux institutions diffèrent : le rédacteur des Institutes de Justinien en a justement fait la remarque.

## Extension de l'hypothèque
La nouvelle institution s'est développée lentement. Au temps de Nerva et de Proculus, on admet l'hypothèque du bailleur d'un fonds urbain sur les meubles de son locataire ; au IIe siècle l'hypothèque du bailleur d'un fonds rural sur les fruits. Puis deux extensions d'une portée considérable : la première relative à l'hypothèque des choses futures, la seconde à l'hypothèque des servitudes ou des créances. 
Dans ces divers cas la jurisprudence s'affranchit nettement d'une condition qui avait jusqu'alors entravé le développement de l'hypothèque : elle n'est plus restreinte aux invecta et illata : elle s'applique soit à des choses qui ne se trouvent pas sur un fonds appartenant au créancier, soit même à des choses qui ne sont pas susceptibles de possession, à des choses incorporelles. 
Dans l'hypothèque d'une servitude, le créancier peut, en vertu d'une convention spéciale, user de la servitude s'il a un fonds contigu, puis, faute de paiement, la vendre à un voisin. C'est une extension du droit reconnu au titulaire d'une servitude de prise d'eau d'accorder à des voisins la faculté de prendre de l'eau chez lui, pourvu qu'il y ait un pacte autorisant cette concession. Dans l'hypothèque d'une créance, le créancier acquiert le droit de faire valoir la créance qui lui sert de garantie ; il peut en exiger le paiement à l'échéance, et compenser la somme touchée avec celle qui lui est due ; le surplus, s'il y en a, revient au débiteur. 
Pour justifier ces diverses extensions la jurisprudence tira parti d'une clause que l'on joignait parfois à la convention d'hypothèque, comme on la joignait depuis longtemps déjà au contrat de gage : c'est la clause autorisant le créancier à vendre faute de paiement à l'échéance. Toute chose susceptible d'être vendue fut susceptible d'hypothèque.
Dès lors la protection du préteur s'étendit à tous les cas où un débiteur affectait un de ses biens à la sûreté de sa dette, sans transférer au créancier ni la propriété ni la possession. L'action promise ici par l'édit n'est plus l'action Servienne proprement dite, mais une action qualifiée utile, quasi Servienne ou hypothécaire.

## Caractères de l'hypothèque
La jurisprudence ne paraît pas s'être occupée de la construction doctrinale de l'hypothèque avant le règne de Trajan. L'œuvre commencée par Ariston, continuée par les jurisconsultes du siècle des Antonins, a été achevée par ceux du temps des Sévères. Ils ont fait de l'hypothèque un droit réel sur la chose d'autrui, et un droit accessoire. 
Comme tous les droits réels, le droit d'hypothèque s'exerce sur la chose directement et sans intermédiaire. Il est opposable non seulement au débiteur, mais aussi aux tiers qui ont acquis, à une date postérieure, soit la propriété, soit un droit réel quelconque. Il n'est pas nécessaire qu'ils aient traité avec le débiteur; il en serait de même s'ils avaient acquis par voie d'usucapion. 
Si quelques textes présentent l'hypothèque comme une rei obligatio cette expression sert à marquer la différence qui existe à certains égards entre l'hypothèque et la servitude, l'analogie qui existe entre l'hypothèque et l'obligation. Tandis que la servitude désigne un rapport de droit permanent, l’obligatio rei comme l’obligatio personae désigne un rapport temporaire. Tandis que la servitude confère le droit de retirer d'une chose une partie de l'utilité qu'elle est susceptible de fournir, l’obligatio rei et l’obligatio personae tendent à nous procurer une valeur par l'intermédiaire d'une personne ou d'une chose. À tous autres points de vue, l'hypothèque se rapproche des servitudes, particulièrement de l'usufruit ; elle est soumise à des règles à peu près semblables. 
L'hypothèque est ensuite un droit accessoire. Elle suppose l'existence d'une créance qu'elle vient garantir. Que ce soit une créance civile ou naturelle, pure et simple ou à terme, conditionnelle ou future, qu'elle résulte d'un contrat ou d'un délit, il n'importe. Mais l'hypothèque constituée pour sûreté d'une obligation nulle ou susceptible d'être paralysée par une exception péremptoire, est inefficace. 
L'hypothèque garantit non seulement le capital de la créance, mais aussi les intérêts, et, d'une manière générale, tous les accroissements que la créance a reçus depuis l'établissement de l'hypothèque.

## Objet de l'hypothèque
Dans le principe, l'hypothèque conférant simplement le droit de se mettre en possession ne pouvait avoir pour objet que des choses incorporelles, meubles ou immeubles. Lorsque plus tard elle conféra au créancier le droit de vente, elle put avoir pour objet toute chose susceptible d'être vendue : une servitude rurale de passage ou de prise d'eau, mais non une servitude urbaine ; un droit de superficie ou le droit qui porte sur un ager vectigalis ; un usufruit établi ou à établir. Enfin l'on put hypothéquer soit une créance (pignus nominis) , soit l'hypothèque qui garantit une créance (pignus pignoris). 
L'hypothèque peut avoir pour objet soit une chose isolée, soit un ensemble de choses (universitas rerum), par exemple un magasin, soit même tous les biens présents et à venir d'une personne. Les Romains ne se sont pas attachés au principe de la spécialité de l'hypothèque. Au temps de Gaius, il était d'usage courant de joindre à la convention affectant certains biens à la sûreté d'un créancier, une clause d'hypothèque générale.

## Modes de constitution de l'hypothèque
L'hypothèque s'établit de trois manières : par simple pacte, par testament, par la loi. Les Romains ont aussi connu quelque chose d'analogue à l'hypothèque judiciaire moderne : c'est le pignus praetorium et le pignus ex causa judicati captura. Mais, comme dans ces deux cas il faut une prise de possession effective, ce sont des gages et non des hypothèques. 

### Hypothèque conventionnelle
À la différence de la propriété et des servitudes, l'hypothèque s'établit par un simple pacte. Il est d'usage de constater par écrit la constitution de l'hypothèque pour en faciliter la preuve et surtout pour en fixer la date.
L'hypothèque ne peut être constituée qu'au profit du créancier capable de contracter. Avant Justinien, elle ne peut être acquise par un procurator général ou par un tuteur.
Pour être pleinement efficace, le pacte doit être consenti par le propriétaire de la chose pourvu qu'il soit capable d'aliéner. On n'exige pas d'ailleurs qu'il ait la propriété quiritaire, il suffit qu'il ait la chose in bonis au moment de la convention. On a même, dans certains cas, permis l'hypothèque de la chose d'autrui : lorsque le constituant agit à titre de mandataire ou de gérant d'affaires, ou sous la condition que la chose deviendra plus tard sa propriété. 
Mais c'est une question discutée que de savoir si, dans tout autre cas, la nullité de l'hypothèque ne serait pas couverte à ces deux conditions : que le constituant acquière ultérieurement la propriété; que le créancier l'ait cru autorisé à constituer l'hypothèque. Les jurisconsultes classiques furent eux-mêmes en désaccord : tandis que Paul maintient la nullité, Modestin accorde au créancier une action utile.
Le possesseur de bonne foi peut valablement consentir une hypothèque, mais elle n'est pas opposable au propriétaire. Il en est autrement de l'hypothèque constituée par le superficiaire ou l'emphytéote, si le solarium est régulièrement payé.

### Hypothèque testamentaire
Il n'existait pas dans le principe de mode direct de constituer une hypothèque par testament. Le legs per vindicationem ne pouvait servir que pour un droit réel civil ; les legs per damnationem et sinendi modo ne conféraient qu'un droit de créance ; il en était de même du fidéicommis. Au commencement du IIIe siècle, on permit à celui qui aurait obtenu du testateur une hypothèque de demander au préteur à être envoyé en possession d'un bien de la succession. L'efficacité de cette demande fut limitée à l'héritier et aux tiers qui auraient acquis ce bien en connaissance de cause. Au Bas-Empire, lorsque le legs per vindicationem eut perdu son caractère antique, on put léguer une hypothèque comme on léguait un usufruit. Le légataire eut dès lors l'action hypothécaire et cette conséquence fut consacrée par Justinien.

### Hypothèques légales
Les hypothèques légales ont été introduites les unes par la coutume (pignus tacitum), les autres par l'autorité de la loi (pignus necessarium). Les premières reposent sur une convention tacite ; elles sont presque aussi anciennes que la convention d'hypothèque ; les secondes apparaissent assez tard : la plupart datent du Bas-Empire. Le principe du droit romain, c'est que chacun doit pourvoir à ses intérêts. Dans les cas exceptionnels où l'on a dérogé à ce principe, le préteur a eu recours au cautionnement. La préférence, accordée au système des sûretés personnelles, ne s'explique pas seulement par l'imperfection du système des sûretes réelles sous la République et au début de l'Empire ; même au IIe siècle à l'époque où Pomponius écrivait : Plus cautionis est in re quamin persona, le préteur n'admit pas l'équivalence de l'hypothèque et du cautionnement. L'intervention de répondants avait, à ses yeux, une valeur particulière ; aucune sûreté réelle, si solide qu'elle fût, ne pouvait en tenir lieu : c'était une attestation de l'honorabilité du débiteur. Les hypothèques légales sont spéciales ou générales.

#### Hypothèques spéciales
1. Hypothèque du locateur d'un fonds urbain (praedium urbanum) sur les meubles (invecta et illata) du locataire : c'est, à notre connaissance, la plus ancienne hypothèque légale. Admise d'abord à Rome et dans le territoire environnant, elle fut au Bas-Empire appliquée à Constantinople (utraque Roma), enfin étendue par Justinien aux provinces. Dans le principe, il fallait une convention spéciale pour la faire naître ; ce fut bientôt une clause de style ; on finit par la sous-entendre. II en était ainsi dès le règne de Trajan. Cette hypothèque appartient au locateur d'un praedium urbanum, ce qui comprend les maisons, chambres, greniers, étables, etc. Elle porte sur les objets qui garnissent les lieux loués, même ceux qui sont occupés par un sous-locataire, mais non sur les objets qui s'y trouvent accidentellement et temporairement. Elle date du jour de l'apport effectif des meubles et non du jour du contrat. Elle garantit non seulement le payement du loyer, mais aussi toutes les obligations dérivant du contrat de louage. Le bailleur avait, pour faire valoir son hypothèque, un moyen plus prompt que l'action quasi Servienne : pour éviter un déménagement furtif, il avait le droit de faire fermer les portes de la maison (percludere). A dater de ce moment, il était considéré comme possesseur des meubles; si le locataire s'avisait de les faire passer par la fenêtre, il était poursuivi comme voleur. Pour prévenir tout abus de la part du bailleur, le préteur protégeait le locataire par un interdit de migrando. Il l'autorisait à faire sortir ses meubles dans deux cas : lorsqu'ils n'étaient pas compris dans l'hypothèque ; lorsque le locataire avait payé les loyers échus et offert les loyers à échoir.
2. 'Hypothèque du bailleur d'un fonds rural sur les fruits : cette hypothèque date du jour où les fruits sont perçus par le fermier. Si les fruits sont enlevés furtivement, si le colon vend sur pied la récolte et que l'acheteur l'enlève au mépris de droits du propriétaire, les fruits sont considérés comme volés. L'hypothèque légale du bailleur d'un fonds rural ne s'étend, pas aux invecta et illata : sur les res coloni il ne peut y avoir qu'une hypothèque conventionnelle.
3. Hypothèque du capitaliste qui a prêté de l'argent pour reconstruire une maison : Le pignus insulæ a été institué par un sénatus-consulte du temps de Marc Aurèle. C'est la première hypothèque établie par l'autorité de la loi. Elle se rattache à une série de mesures prises par les empereurs ne ruinis urbs deformetur. Elle s'applique donc au cas de reconstruction d'un édifice détruit : elle ne garantit pas l'argent prêté pour de simples réparations. Il faut de plus que le prêt ait été consenti directement au propriétaire ; on peut cependant convenir que l'argent sera compté à l'entrepreneur (redemptor).
4. Hypothèque du pupille sur les biens achetés de ses deniers par son tuteur ou par un tiers : elle a été établie par une constitution de Sévère et Caracalla.
5. Hypothèque du légataire sur les biens de la succession : elle a été créée par Justinien. Auparavant, les légataires avaient, comme sûreté, la cautio legatorum et la séparation des patrimoines.

#### Hypothèques générales
1. Hypothèque du fisc : aux premiers siècles de l'Empire, sauf un cas particulier prévu lege vacuaria, le fisc n'avait d'hypothèque sur les biens de ses débiteurs ex contracta qu'en vertu d'une convention. Cette convention, qui était d'usage, finit par être sous-entendue. Caracalla constate, dans un de ses rescrits, que le fisc a de plein droit une hypothèque sur les biens de tous ceux qui contractent avec lui. Il a pareillement hypothèque sur les biens de ses agents : le fait est attesté pour les caesariani et les primipili. On a prétendu que cette hypothèque garantissait toutes les créances du fisc, quelle qu'en fût l'origine, mais le fragment d'Hermogénien, que l'on a invoqué, ne saurait être pris à la lettre. Des documents postérieurs au rescrit de Caracalla en fournissent la preuve. Le fisc avait également une hypothèque générale sur les biens des contribuables pour assurer le recouvrement des impôts directs. Cette hypothèque existait au temps de Caracalla. Elle garantissait le payement du tributum soli et du tributum capitis. Les cités n'ont pas, comme le fisc, une hypothèque pour la garantie de leurs créances ; elles jouissent seulement, depuis Trajan, d'un privilège.
2. Hypothèque des églises sur les biens des emphytéotes, en raison des dégradations par eux commises.
3. Hypothèque des impubères, mineurs, fous, sur les biens de leurs tuteurs ou curateurs : l'hypothèque légale des impubères et des mineurs remonte, suivant certains auteurs, au temps de Septime Sévère et Caracalla ; suivant d'autres, elle aurait été établie par Constantin Ier. Justinien en a étendu le bénéfice aux fous. Cette hypothèque garantit toutes les créances des intéressés contre leurs tuteurs ou curateurs; elle date du jour où commence la tutelle, c'est-à-dire du jour où le tuteur apprend qu'elle lui est déférée.
4. Hypothèque des enfants sur les biens de leur père en raison des biens adventices de la ligne maternelle ; sur les biens du père ou de la mère remarié, pour recouvrer les gains nuptiaux provenant du premier mariage.
5. Hypothèque de la femme. La pensée de garantir à la femme la restitution de sa dot, en dehors de toute stipulation, remonte à Auguste. Elle se rattache à un système législatif tendant à faciliter le mariage et à fournir aux femmes divorcées les moyens de se remarier. « Rei publicæ interest mulieres dotes salvas habere propter quas nubere possunt » : telle est la pensée qui a inspiré le chapitre de la loi Julia De adulteriis qui défend au mari d'aliéner le fonds dotal italique sans le consentement de la femme. Cette disposition fut complétée par la concession à la femme d'un privilège qui lui conféra le droit de se faire payer avant les créanciers chirographaires du mari. Cette double protection parut suffisante et le fut en effet, tant que l'hypothèque resta àpeuprès étrangère à la pratique. Lorsque l'usage de cette sûreté réelle se fut répandu, la jurisprudence étendit à l'hypothèque la prohibition édictée par la loi Julia, et, par application du sénatus-consulte Vélléien, le mari ne put hypothéquer le fonds dotal même du consentement de la femme. Restait à assurer la protection des meubles dotaux : la loi laissa à la femme le soin de pourvoir à son intérêt en exigeant des cautions, des hypothèques sur les biens du mari. Mais c'étaient là des mesures de défiance bien délicates à prendre à la veille du mariage. La loi elle-même défendit de cautionner les dots. Au Bas-Empire, les raisons qui avaient décidé le législateur à garantir la restitution de la dot perdirent leur valeur. Sous l'influence du christianisme, les seconds mariages étaient vus avec défaveur Et cependant Justinien a non seulement conservé, mais renforcé les garanties accordées à la femme pour la restitution de sa dot. C'est qu'une raison nouvelle s'est substituée à l'ancienne et a produit des effets analogues. À la place de l'intérêt de l'État, la religion chrétienne a mis une idée de justice : la femme étant l'égale de l'homme, il est juste d'assurer son existence en empêchant le mari de dissiper la dot. Les réformes de Justinien sont au nombre de trois : en 529, il remplace le privilège accordé à la femme par une hypothèque sur les biens dotaux existants. En 530, il défend au mari d'aliéner le fonds dotal, en quelque lieu qu'il soit situé, même avec le consentement de la femme ; en même temps il donne à la femme une hypothèque sur les biens du mari. Enfin, en 531, par la célèbre constitution Assiduis, il perd toute mesure et décide que l'hypothèque de la femme sera privilégiée et sera préférée même aux hypothèques consenties par le mari avant son mariage. Ce n'est pas seulement la dot que Justinien a voulu garantir par une hypothèque légale : il a étendu sa protection aux paraphernaux, mais seulement à ceux qui ont été mentionnés dans le contrat de mariage (instrumentum dotale) ; il l'a étendue également à la donation propter nuptias, mais ici l'hypothèque de la femme reste soumise au droit commun et ne jouit pas de la faveur exorbitante accordée à la dot.
6. Hypothèque du mari pour assurer le payement de la dot : cette hypothèque porte sur les biens de celui qui a promis la dot et date du jour où la promesse a été faite.
7. Hypothèque sur les biens du conjoint survivant qui a reçu un legs sous la condition de ne pas se remarier : au lieu de fournir la caution Mucienne pour garantir qu'il ne contreviendra pas à la condition, le conjoint survivant est autorisé par une Novelle de Justinien à prêter serment de restituer et à constituer une hypothèque générale sur ses biens. Si cette constitution d'hypothèque a été omise, Justinien la déclare sous-entendue.

## Effets de l'hypothéque
1. À l'égard du constituant : le constituant conserve les attributs du droit de propriété, et peut en user dans la mesure où ils ne sont pas incompatibles avec l'existence de l'hypothèque. Il peut disposer de la chose, l'aliéner sauf convention contraire la grever de servitudes ou de nouvelles hypothèques sous la réserve du droit qu'il a déjà concédé. À tous ces points de vue apparaît la supériorité de l'hypothèque par rapport au gage et à l'aliénation fiduciaire : elle donne au créancier une sûreté suffisante tout en laissant au débiteur la liberté d'user et de disposer de la chose. Ce n'est pas à dire que l'hypothèque ait entièrement supplanté les deux modes précédemment usités : l'aliénation fiduciaire, qui offrait au créancier une sûreté plus énergique, est encore mentionnée à la fin du IVe siècle ; quant au gage, il a de tout temps conservé son utilité pour les objets faciles à détourner. On a cependant cherché à protéger par des mesures particulières, le créancier qui avait une hypothèque spéciale sur des objets mobiliers : le débiteur ne pouvait les vendre sans commettre un vol de possession.
2. À l'égard du créancier : pendant longtemps l'hypothèque n'a conféré au créancier d'autre droit que celui de posséder la chose faute de payement à l'échéance (le droit de suite moderne). À partir du IIIe siècle, la jurisprudence lui a reconnu un droit nouveau : le droit de vente.

Le droit de posséder a pour sanction l'action hypothécaire. Cette action, qui ne peut être exercée qu'après l'échéance, sauf le cas où le droit du créancier courrait le risque d'être compromis, est une action réelle comme la revendication : on l'appelle parfois pignoris vindicatio. Elle a pour but la reconnaissance du droit d'hypothèque appartenant au demandeur et comme conséquence la remise de la possession. Elle se donne soit contre le constituant, soit contre les tiers détenteurs, et même contre ceux qui par dol ont cessé de posséder. 
L'action hypothécaire est rédigée in factum. Le préteur invite le juge à vérifier trois faits : 
- s'il existe un pacte d'hypothèque,
- si le constituant avait la chose in bonis lors de l'établissement de l'hypothèque,
- si le créancier n'a pas reçu son payement ou une satisfaction équivalente.

Puis, par une clausula arbitraria, il lui confère le pouvoir d'ordonner au débiteur de restituer la chose, et, à défaut, de le condamner à payer la valeur intégrale de la chose (quanti ea res erit). On remarquera que l'action hypothécaire ne tend pas au payement de la dette. Sans doute le payement est toujours possible et arrête l'action en justice; mais c'est une faculté pour le détenteur qui peut en user, si bon lui semble, sans qu'on puisse l'y contraindre. Si le détenteur se laisse condamner et que la valeur de la chose dépasse le montant de la dette, le créancier doit remettre l'excédent soit au débiteur, soit aux créanciers hypothécaires postérieurs. Par exception, lorsque l'action est intentée contre le débiteur, le chiffre de la condamnation sera limité au montant de la dette : on a jugé inutile de forcer le débiteur à payer le surplus, dont il pourrait immédiatement demander le remboursement.
Le défendeur à l'action hypothécaire peut, suivant les cas, opposer diverses exceptions. Les principales sont l'exception rei sibi (ante) pigneratae lorsque le défendeur est lui-même un créancier qui s'est fait mettre en possession en vertu d'une hypothèque antérieure, et qui ne saurait être dépossédé par un créancier postérieur ; puis l'exception ou bénéfice de discussion que peuvent invoquer les tiers détenteurs. D'après un rescrit de Septime Sévère et Caracalla, le créancier, qui a reçu une hypothèque spéciale et une hypothèque générale pour garantie d'une même dette, ne peut agir contre le détenteur d'un objet grevé de l'hypothèque générale qu'après avoir poursuivi le détenteur de l'objet grevé de l'hypothèque spéciale et en cas d'insuffisance (beneficium excussionis realis). D'après une Novelle de Justinien, le créancier doit s'adresser d'abord à ceux qui sont tenus personnellement de la dette (débiteur et cautions) ; il ne peut agir contre les tiers détenteurs que s'il n'a pas obtenu pleine satisfaction en exerçant son action personnelle (beneficium excussionis personalis). Le tiers détenteur peut enfin écarter l'action hypothécaire par une exception de dol. Cette exception lui sert soit à se faire rembourser les dépenses nécessaires ou même les dépenses utiles qu'il a faites de bonne foi ; soit à obtenir le bénéfice de cession d'actions. Il peut, en payant le créancier, exiger de lui la cession de ses actions. Le créancier ne peut sans dol s'y refuser, lors du moins qu'il a encore ses actions et qu'il n'en a plus besoin. Le tiers détenteur s'en servira soit pour se faire rembourser par les cautions, soit pour écarter les créanciers postérieurs. 
Le jus possidendi confère au créancier le droit de retenir la chose jusqu'à ce qu'il soit intégralement payé. Son droit n'est en rien modifié ni par un payement partiel ni par la division de la chose hypothéquée. Chaque fraction de la créance est garantie par la chose tout entière; chaque parcelle de la chose garantit le payement de toute la dette. C'est en ce sens que l'hypothèque est indivisible. 
D'après un rescrit de Gordien, de l'an 240, le créancier peut, après le payement de la dette hypothécaire, retenir la chose pour assurer le payement des dettes chirographaires dont le constituant est tenu envers lui. Il y a là une anomalie. On a tenté de l'expliquer par l'idée d'une convention tacite : celui qui pour consentir un premier prêt exige une hypothèque est présumé n'avoir consenti un second ou un troisième prêt que sous la même garantie. Mais le rescrit de Gordien s'applique même aux dettes antérieures à la constitution d'hypothèque. Il y a donc ici une faveur toute spéciale, un droit exceptionnel : aussi n'est-il pas opposable aux créanciers hypothécaires postérieurs. 
Le créancier qui s'est fait mettre en possession de la chose hypothéquée, peut en user et en jouir, à moins qu'il ne s'agisse d'une chose à l'usage personnel du constituant. Il a par suite le droit de percevoir les fruits ou les intérêts, mais à la charge d'en imputer la valeur d'abord sur les intérêts qui lui sont dus, puis sur le capital. On peut même convenir que la jouissance de la chose lui tiendra lieu d'intérêts : c'est un forfait en vertu duquel les intérêts et les fruits sont réputés se compenser. Cette convention, qui porte le nom d'antichrèse, peut avoir lieu même en dehors d'une dette hypothécaire. Elle est sous-entendue dans le cas où un créancier reçoit en gage une chose productive de fruits pour sûreté d'un prêt gratuit. 
La prise de possession de la chose hypothéquée fait naître entre le constituant et le créancier des rapports analogues à ceux qui résultent de la remise d'un gage ; ils sont sanctionnés de la même manière par les actions pigneraticia directa et pigneraticia contraria. La pre mière permet au débiteur de se faire rendre la chose après payement à l'échéance, ou s'il y a eu vente, de se faire rembourser le reliquat du prix. Par la seconde, le créancier demandera compte au débiteur des fautes qu'il a commises ou de son dol. Il lui demandera aussi de l'indemniser des dépenses nécessaires qu'il a dû faire pour la conservation de la chose. On ne s'en est pas tenu là : on a admis que ces actions sanctionneraient le pacte d'hypothèque et pourraient être intentées, le cas échéant, avant la prise de possession du créancier. 
Ce ne sont pas les seules actions concédées au créancier hypothécaire : il a aussi plusieurs des actions qui compétent au propriétaire; il a comme lui intérêt à la conservation de la chose. Par suite on lui donne le cas échéant, la condictio furtiva et l'action furti, l'action de la loi Aquilia, les actions confessoire et négatoire, la dénonciation de nouvel œuvre, l'action en bornage. 
Le jus possidendi ne procure souvent au créancier qu'une satisfaction très imparfaite. Si le débiteur persiste à ne pas payer, la situation pourrait se prolonger indéfiniment. Pour prévenir cette éventualité, la pratique avait imaginé deux solutions : joindre au pacte d'hypothèque soit une lex commissoria, soit un pactum de distrahendo. La première clause attribue au créancier, faute de payement à l'échéance, la propriété de l'objet hypothéqué. Il l'acquiert soit pour un prix qui sera fixé par une estimation faite à l'échéance, soit pour un prix égal à ce qui lui est dû. Dans ce dernier cas, la clause était très dangereuse pour le débiteur lorsque la chose hypothéquée avait une valeur supérieure au montant de la dette ; elle fut prohibée par Constantin Ier. Bien préférable était la seconde clause qui conférait au créancier le droit de vendre la chose. Le créancier impute sur le prix de vente le montant de sa créance et restitue l'excédent s'il y en a. C'est la meilleure solution du problème : elle donne satisfaction au créancier tout en ménageant l'intérêt du débiteur. Cette clause est devenue promptement une clause de style : on a fini par la sous-entendre. Au temps d'Ulpien, le droit de vente appartient, sauf convention contraire, à tout créancier hypothécaire. 
En faisant du droit de vente un attribut de l'hypothèque, on modifia sensiblement le caractère de cette institution. Tant que l'hypothèque ne conféra que le droit de posséder, elle ne procura au créancier qu'un moyen de pression sur le débiteur ; elle n'assurait pas directement le payement de la dette, ce qui devrait être la fonction normale de l'hypothèque. Le pactum de distrahendo était un palliatif, mais aussi une complication, puisqu'il fallait un accord spécial pour le conclure. La jurisprudence a donc réalisé un progrès notable, en faisant du droit de vente un attribut de l'hypothèque. 
Cette innovation a eu d'autres conséquences : lorsque le droit de vente n'existait qu'en vertu d'une clause spéciale, le créancier agissait comme mandataire du constituant. Son droit était soumis aux chances d'extinction du mandat (mort ou opposition du constituant). Désormais, le créancier exerce un droit qui lui est propre : il peut vendre contre la volonté ou après la mort du constituant, et même après que son débiteur a aliéné la chose hypothéquée. Il n'a besoin d'aucune autorisation de justice ; il peut vendre aux enchères ou à l'amiable et quand bon lui semble, mais il doit au préalable annoncer publiquement la vente par voie d'affiches (proscribere) et la notifier au débiteur. 
Sous Justinien, le droit de vendre est un attribut essentiel de l'hypothèque. Une convention contraire ne serait pas licite : elle n'aurait d'autre effet que de forcer le créancier à faire trois sommations au constituant. Dans tous les cas, la vente ne peut avoir lieu que deux ans après la sommation. 
La vente faite par le créancier hypothécaire, en cette qualité, ne l'oblige pas à garantir l'acheteur contre l'éviction ; la bonne foi l'oblige du moins à garantir que son rang d'hypothèque lui donnait le droit de vendre ; il doit aussi s'abstenir de tout dol. Si donc il a su que la chose n'était pas au constituant, et qu'il ne l'ait pas déclaré à l'acheteur, il sera responsable. S'il l'a ignoré et qu'il y ait éviction, les jurisconsultes ont été d'accord pour donner un recours à l'acheteur contre le constituant ; ils ont été divisés sur le moyen à employer. 
Ne peuvent se porter acquéreurs de la chose hypothéquée ni le constituant qui en est encore propriétaire, ni le créancier qui ne peut s'acheter à lui-même directement ou par personne interposée. 
Lorsque la vente ne donne pas de résultat ou que le prix offert ne paraît pas raisonnable, le créancier peut s'adresser à l'empereur et demander que la chose lui soit attribuée en pleine propriété (dominii impetratio). S'il est fait droit à cette requête, le débiteur a un délai, qui sous Justinien est de deux ans, pour désintéresser le créancier et reprendre sa chose ; sinon le créancier deviendra définitivement propriétaire. Mais, pour sauvegarder les droits des parties, on procède à une estimation : si elle est inférieure au montant de la dette, le créancier conserve son action personnelle pour l'excédent ; si elle est supérieure, le débiteur conserve une quote-part proportionnelle de la propriété.

## Extinction de l'hypothèque
L'hypothèque étant l'accessoire d'une créance s'éteint par voie de conséquence dans tous les cas où le créancier a reçu son payement ou une satisfaction équivalente, On a déjà dit qu'un payement partiel laisse subsister pour le tout l'hypothèque. 
L'hypothèque peut aussi s'éteindre par voie principale, par des modes qui n'entraînent pas l'extinction de la créance : la vente de la chose hypothéquée à moins que le créancier n'ait réservé ses droits; la renonciation à l'hypothèque. La renonciation résulte d'une convention expresse ou tacite. La renonciation est tacite lorsque le créancier restitue au constituant la chose hypothéquées, ou lorsqu'il donne son assentiment à la vente faite par le débiteur. À Rome, à la différence de ce qui avait lieu en Grèce, le débiteur, propriétaire de la chose hypothéquée, n'a besoin du consentement de personne pour la vendre ; on ne peut expliquer l'intervention du créancier que par l'idée d'une renonciation à l'hypothèque. Il y a également renonciation tacite dans le cas où, avant la vente, les créanciers hypothécaires ont été invités publiquement à se faire connaître et que l'un d'eux, bien que présent, a négligé de faire valoir son droit. 
L'hypothèque s'éteint aussi par la prescription, soit par la prescription trentenaire établie par Théodose II soit par la prescription de long temps. La première peut être invoquée par le constituant qui possède la chose hypothéquée. Lorsque le délai de la prescription est écoulé, il n'est plus passible de l'action hypothécaire. Ce délai a d'ailleurs été prolongé par l'empereur Justin et porté dans ce cas spécial à quarante ans, de sorte que, par une anomalie singulière, l'hypothèque survit pendant dix ans à la créance qu'elle garantit. 
Quant à la prescription de long temps, elle peut être invoquée par le tiers détenteur qui a acquis la chose hypothéquée de bonne foi, sans se douter de l'existence de l'hypothèque, et qui a possédé pendant dix ou vingt ans.

## Pluralité d'hypothèques
L'un des avantages de l'hypothèque consiste à pouvoir affecter une même chose à la sûreté de plusieurs créances. Le débiteur n'épuise pas d'un seul coup son crédit, comme dans l'aliénation fiduciaire et dans le gage. Il peut, sur une même chose, constituer plusieurs hypothèques simultanément ou successivement. 
Constituées en même temps et avec clause de solidarité, elles confèrent à chacun des créanciers un droit égal sur toute la chose. À défaut de solidarité, quelle est l'étendue du droit de chaque créancier Certains jurisconsultes pensent qu'il est proportionnel au nombre des créanciers ; d'autres, au montant de leur créance ". 
Plus délicate est la question, lorsque les hypothèques ont été constituées à des dates différentes : si le total des créances dépasse la valeur de la chose au jour de l'échéance, il est impossible de satisfaire tous les créanciers. Dès lors sur qui va retomber la perte ? La solution admise est la conséquence logique de la définition de l'hypothèque : l'hypothèque étant un droit réel, celui qui l'a constituée ne peut, par un acte ultérieur, porter atteinte au droit qu'il a concédé. Donc entre plusieurs créanciers hypothécaires la préférence est assurée à celui qui est le plus ancien, et l'ancienneté se détermine par la date de la convention : Prior tempore, prior jure. 
La priorité s'établit par témoins ou par écrit. Mais la preuve écrite pouvait donner lieu à des abus : il y avait à craindre qu'un acte fût antidaté. Une constitution de l'empereur Léon au préfet d'Orient Erythrius décida qu'une hypothèque constatée par un acte public, c'est-à-dire consignée sur les registres du magistrat, ou par devant trois témoins, serait préférée à l'hypothèque constatée par un acte sous seing privé, alors même qu'il porterait une date antérieure. 
Si le créancier dont l'hypothèque est la plus ancienne a, en règle générale, un droit supérieur à celui de tout autre, quels sont les droits des créanciers postérieurs ? La jurisprudence paraît avoir hésité entre plusieurs partis avant d'adopter la solution qui a prévalu à la fin de l'époque classique. La plus simple en apparence était celle du droit grec : restreindre le droit d'un second créancier à l’hyperocha, à l'excédent du prix de vente sur le montant de la première dette. En réalité cette solution aboutit à la transformation du droit du second créancier : son hypothèque portait non pas sur la chose, mais sur l'action (pigneraticia) par laquelle le constituant pouvait, après la vente, réclamer au premier créancier le reliquat du prix. Le second créancier n'était plus que le cessionnaire des droits du débiteur contre le premier créancier. La notion de l'hypothèque changeait suivant qu'on l'appliquait au premier ou au second créancier. C'était une complication ; elle n'a pas échappé à l'esprit pratique des grands jurisconsultes. 
Une solution plus satisfaisante consista à considérer la seconde hypothèque comme établie sous la condition que la première serait éteinte. C'est la solution de Gaius et très probablement aussi celle de Julien. Le droit du second créancier restait en suspens tant que la condition n'était pas réalisée, c'est-à-dire tant que le premier créancier n'était pas désintéressé. Mais on a trouvé mieux encore : on a reconnu aux créanciers hypothécaires postérieurs un droit actuel, susceptible de s'exercer contre toute personne autre que le premier créancier. Ils peuvent donc intenter l'action hypothécaire, mais si la chose est en la possession du premier créancier, ils ne pourront la lui enlever. Ils ont aussi, du moins en théorie, le droit de vendre ; mais en pratique ils trouveront difficilement un acheteur, car celui qui traiterait avec eux ne pourrait se faire délivrer la chose contre le gré du premier créancier.
Si le premier créancier prend l'initiative de la vente, le second créancier a le droit de lui demander le reliquat du prix (hyperocha) jusqu'à concurrence de ce qui lui est dû. Le surplus, s'il y en a, pourra être réclamé par les créanciers subséquents dans l'ordre de leurs créances. Mais le droit de ces créanciers au reliquat n'est sanctionné que par une action personnelle : par suite, si le premier créancier devient insolvable, le tiers acquéreur ne saurait être inquiété ; les créanciers postérieurs subiront la perte. Il en serait de même si le premier créancier, ignorant l'existence de créanciers postérieurs, avait payé le reliquat au débiteur. Les créanciers postérieurs non payés conservent toutefois leur action hypothécaire, mais ils ne peuvent l'exercer contre l'acheteur ni contre des ayants-cause ; elle leur servira à évincer un tiers qui aurait acquis la propriété par usucapion. 
Il est donc très important pour le créancier qui demande une hypothèque de savoir s'il sera le premier en date ou s'il sera primé par un autre. Pourtant le droit romain n'a organisé aucun mode de publicité de l'hypothèque. De là des dangers, des abus possibles. La pratique et la jurisprudence avaient, dans une certaine mesure, obvié au défaut de publicité de l'hypothèque, en imposant au débiteur le devoir de déclarer à qui il avait déjà hypothéqué ses biens. À défaut de déclaration préalable, il était passible des peines du stellionat. 
Les créanciers postérieurs n'auraient qu'une garantie précaire, ils seraient à la merci du premier créancier si la jurisprudence ne leur accordait le droit de se faire subroger au premier créancier en lui offrant, avant la vente, le paiement de ce qui lui est dû (jus offerendi et succedendi). Ce droit ne se réduit pas à la faculté pour les créanciers hypothécaires de payer un créancier antérieur ou postérieur en lieu et place de leur débiteur : c'est une faculté qui appartient à tout le monde. L'innovation a consisté à reconnaître aux créanciers hypothécaires un droit indépendant de l'agrément des autres créanciers ou du débiteur. On y est arrivé très simplement par interprétation de la formule de l'action hypothécaire. Cette formule prescrit au juge d'examiner, entre autres choses, s'il n'a pas dépendu du créancier de recevoir son payement Si donc ce créancier refuse le payement qui lui est offert par un autre créancier, il ne pourra plus intenter avec succès l'action hypothécaire. Cette interprétation était déjà admise au temps de Gaius, mais les conditions d'exercice du jus offerendi n'ont été réglées que par un rescrit de Sévère et Caracalla de l'an 197 : celui qui use de ce droit doit consigner la somme que le créancier antérieur refuse de recevoir. Cela lui suffit pour lui assurer le bénéfice du jus offerendi, c'est-à-dire la successio in locum creditoris : il prend le rang du créancier qu'il a désintéressé. 
La successio in locum n'est pas spéciale à cette hypothèse : elle apparaît pour la première fois dans une consultation donnée par Titius Aristo, l'ami de Trajan, à Neratius Priscus. Elle fut admise au profit de celui qui prête de l'argent au débiteur pour payer un créancier hypothécaire et obtient du débiteur une hypothèque sur la même chose. Cette hypothèque prend le rang de celle du créancier qui vient d'être payé. Les créanciers postérieurs n'ont pas à se plaindre : leur situation n'est pas modifiée. 
La successio in locum fut étendue au cas où un créancier hypothécaire consent à une novation par changement de débiteur, mais en convenant que la chose sur laquelle il avait hypothèque restera affectée à la sûreté de la nouvelle dette. Régulièrement l'extinction de l'obligation ancienne entraîne l'extinction de l'hypothèque qui la garantit : grâce à la successio in locum, le créancier conservera pour sa nouvelle hypothèque le rang qu'il avait pour l'ancienne. 
La successio in locum n'est pas une succession à l'hypothèque : elle n'est pas accordée aux créanciers chirographaires. Elle appartient exclusivement à ceux qui ont déjà une hypothèque ou un droit réel sur la chose, comme l'acquéreur d'un immeuble hypothéqué qui emploie le prix de son acquisition au payement d'un ou de plusieurs créanciers. Elle entraîne simplement une succession au rang d'un créancier antérieur.

## Hypothèques privilégiées
Le principe du classement des hypothèques d'après leur date souffre exception lorsque le créancier hypothécaire peut invoquer un privilège. Ces privilèges sont au nombre de trois : 
1. Privilège pour cause d’in rem versio : est privilégiée l'hypothèque constituée pour garantir une créance contractée en vue de conserver, de réparer ou d'acquérir une chose hypothéquée à d'autres créanciers. Telle est par exemple la créance de celui qui a prêté de l'argent pour l'armement ou la réparation d'un navire. Pour que le privilège existe, il faut que l'hypothèque ait été constituée au moment même où naît la créance. Ce privilège a été établi non par la loi, mais par la jurisprudence : c'est une application du principe qu'on ne peut s'enrichir aux dépens d'autrui. On en trouve des exemples dès le commencement du IIIe siècle.
2. Privilège du fisc : ce privilège est attaché à l'hypothèque qui garantit le payement de l'impôt par les contribuables, et aussi, bien qu'on l'ait contesté, à l'hypothèque qui garantit les créances contractuelles du fisc. L'existence de ce privilège est confirmée pour le premier cas par un rescrit de Caracalla, et pour le second par une réponse de Papinien sanctionnée par une constitution impériale.
3. Privilège de la femme en raison de sa dot : Justinien a établi ce privilège pour un motif d'humanité. La situation de la femme lui a paru digne d'intérêt : en se mariant la femme est obligée de confier tout ou partie de son patrimoine à son mari. Si on ne lui assure pas les moyens de le recouvrer en cas d'insolvabilité du mari, elle sera réduite à la misère. Il faut donc que, de toute façon, sa dot se retrouve dans le patrimoine du mari. S'il reste quelque chose, la femme passera avant tout autre créancier. Ce privilège est personnel à la femme. Il ne peut être invoqué par ses héritiers, sauf par ses enfants et descendants.

En cas de concours entre créanciers hypothécaires privilégiés, on applique la règle : Privilegia non ex tempore aestimantur sed ex causa. Mais la loi ne s'est pas toujours expliquée clairement sur la faveur qu'elle attache à telle créance par rapport à telle autre. On peut cependant classer ainsi qu'il suit les hypothèques privilégiées : 
1. Hypothèque du fisc pour le recouvrement de l'impôt : Potior est causa tributorum, dit Caracalla ;
2. Hypothèque de la femme pour la restitution de sa dot : toutefois cette hypothèque est primée par celle du fisc sur les biens des primipiles. De même celui qui vend à crédit au mari une militia et qui s'est réservé une hypothèque pour sûreté du prix jouit d'un privilège supérieur à celui de la femme ;
3. Hypothèque pour cause d’in rem versio ;
4. Hypothèque du fisc pour ses créances contractuelles : le fisc passe avant les créanciers à hypothèque générale, et seulement pour les biens acquis depuis que le débiteur a contracté avec le fisc.

## Source
« Hypotheca », dans Charles Victor Daremberg et Edmond Saglio (dir.), Dictionnaire des Antiquités grecques et romaines, 1877-1919 [détail de l’édition] (lire en ligne) (« quelques transcriptions d'articles », sur mediterranees.net)